# Орільський цукровий завод
48°58′32″ пн. ш. 35°59′58″ сх. д. / 48.97556° пн. ш. 35.99944° сх. д.
Орільський цукровий завод — підприємство цукрової промисловості розташоване в смт. Орілька Харківської області. Потужність заводу 5 460 тонн переробки цукрових буряків на добу. Середньоспискова кількість працівників - 1 321.

## Історія
Було введено в експлуатацію у 1963 р. Разом з будівництвом заводу було збудоване селище для робітників, загальноосвітня школа , лікарня , пекарня , дитсадок , биткомбінат , 9-ть двоповерховых будинків , 10-ть триповнрховых , 4-ри чотириповерховых , 

2-а двоповерховых магазини , столова для робітників.
Збудовані нові дороги з асфальтовим покриттям а прилеглі вулиці асфальтовані, була власна ТЕЦ, яка працювала на мазуті, водопостачання здійснювалося з власного водосховища що було збудоване на річці Орілъка разом з заводом.
Завод мав цех механізації і автотранспорту, цех залізничного транспорту.
У 1993 році закінчена реконструкція мийного комплексу, у 1995 р. збудовано новий склад меляси.  У 1996 р. середньодобова переробка буряків становила 4 659 тонн.
Від 7 грудня 2000 року рішенням Арбітражного суду Харківської області підприємство визнане банкрутом.
Цілісний майновий комплекс ВАТ "Орільський цукровий завод" проданий за 7 млн. грн. харківській фірмі "УМТЕК" , яка й порізала його на металобрухт.(заявки на участь в тендері подали три фірми - "Олвест", "УМТЕК" і "Шелтон-Київ"). Що характерно , жителі селища , які працювали на заводі не стали на захист свого  підприемства , а прийняли активну участь в його знищенні . Програма санації передбачала вкладення понад 20 млн. грн. в розвиток як сировинної, так і промислової бази підприємства. Умовами купівлі було відновлення виробництва цукру з 2002 року, інвестування у вирощування буряка на площі не менше 17 тис. га, що забезпечувало б завантаження підприємства.Так названа "Програма санаціі" була хитрою оборудкою , ніякі кошти в розвиток не вкладались ,підприемство було знищено , а жителі селища залишились без роботи i засобів жития , а спритні ділки поповнили своі кишені.
Борг Орільського цукрового заводу досяг 53 млн. грн. Серед найбільших його кредиторів - фірма "Олвест", ВАТ "Харківгаз", ВАТ "Івашківський спиртзавод", місцеві бюджети та Пенсійний фонд. Борг із зарплати колективу підприємства перевищив 2,5 млн. грн.

## Економічні показники
На 2002 рік:
- Розмір статутного фонду - 9 980 560 грн.
- Балансова вартість основних фондів - 48 227 000 грн.
- Знос основних фондів - 28 357 000 грн., або 58,8%.
- Балансовий прибуток - мінус 1 320 000 грн.
- Дебіторська заборгованість - 5 393 000 грн.
- Кредиторська заборгованість - 22 513 000 грн.
- Обсяг продукції - 405 000 грн.

## Продукція
- цукор;
- патока;
- жом буряковий свіжий та сухий;
- кислота глютамінова;
- вапно

## Керівництво
- Качура Олександр Григорович